# Reclinghem
Reclinghem là một xã trong tỉnh Pas-de-Calais, vùng Hauts-de-France, Pháp.

## Địa lý
Reclinghem có cự ly khoảng 12 miles (19 km) về phía nam Saint-Omer, trên đường D104 road, bên hai bờ sông Lys.

## Dân số
| 1962                                                              | 1968 | 1975 | 1982 | 1990 | 1999 | 2006 |
| ----------------------------------------------------------------- | ---- | ---- | ---- | ---- | ---- | ---- |
| 152                                                               | 176  | 135  | 142  | 153  | 144  | 171  |
| Số liệu điều tra dân số tính từ năm 1962, dân số chỉ tính một lần |      |      |      |      |      |      |

## Địa điểm nổi bật
- Nhà thờ thế kỷ 18 St.Firmin.